# Fairey Long-range Monoplane
El Fairey Long-range Monoplane fue un avión experimental británico que voló por primera vez en 1928. Era un monomotor de ala alta con tren de aterrizaje fijo con patín de cola. Se construyeron dos ejemplares (Monoplane I y Monoplane II).

## Diseño y desarrollo
El avión fue diseñado para cubrir la Especificación 33/27 del Ministerio del Aire, emitida por la Dirección de Desarrollo Técnico (DTD) en diciembre de 1927, tras el fracaso de tres intentos de la RAF por batir el récord mundial de distancia absoluta volando bombarderos Hawker Horsley. Según un portavoz del Ministerio en la Cámara de los Comunes, este avión se construiría no sólo "para un récord específico", sino como parte de un estudio exhaustivo sobre métodos para aumentar el alcance de las aeronaves. Para calmar las inquietudes del Tesoro, el avión se originó como el Postal Aircraft. El morro puntiagudo y las líneas elegantes del diseño dieron origen al apodo de "Eversharp", en honor a la compañía estadounidense que fabricaba portaminas.
Aunque se estudiaron otras configuraciones, tras las pruebas en el túnel de viento se optó por una única ala alta, que permitía la alimentación por gravedad desde los depósitos de combustible. Los largueros del ala eran de madera con un sistema piramidal de acero de arriostramiento interno, diseñado para añadir rigidez torsional y garantizar una distribución uniforme de las cargas de vuelo entre los largueros, independientemente de la posición del centro de presión. Estaban recubiertos de tela. La capacidad de combustible era de 4742 L. El combustible fluía por gravedad a un pequeño depósito colector, desde el cual se alimentaba a presión al motor mediante una bomba de combustible mecánica (si la bomba mecánica fallaba, se podía extender una bomba de respaldo impulsada por el viento en la corriente de aire). Para facilitar los vuelos de larga distancia, había dos circuitos de filtros de aceite paralelos accesibles para el piloto, lo que permitía extraer y limpiar un filtro mientras el otro estaba en funcionamiento. Una cama detrás del ala permitía dormir a un piloto. Tras exhaustivas pruebas con un Fairey IIIF y un DH.9A, el motor seleccionado para el monoplano fue el Napier Lion XIA de 430 kW (570 hp); esta decisión no se finalizó hasta que el Monoplane I estuvo casi terminado.

## Historia operacional

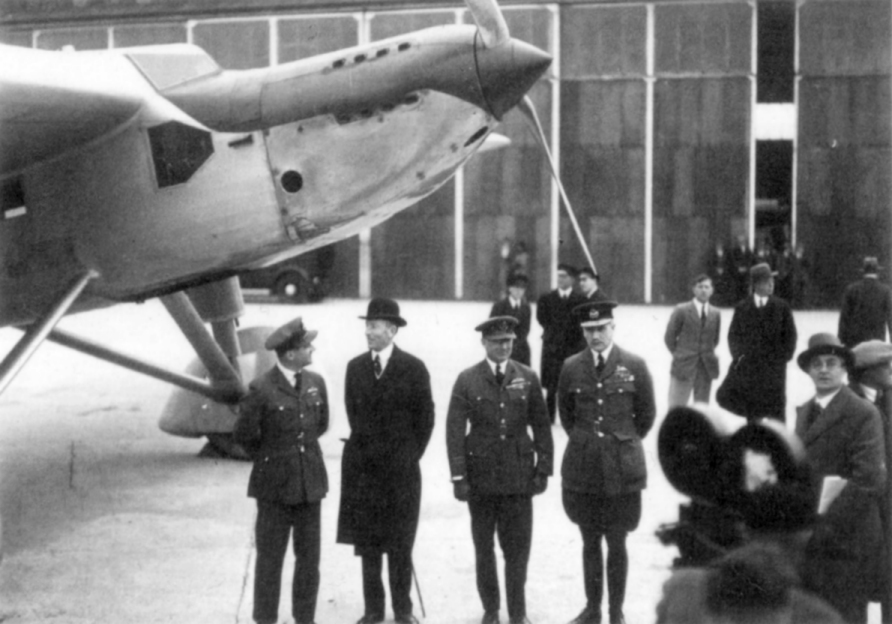
Gayford y Nicholetts con Lord Londonderry y Sir John Salmond con el Monoplane II.

El Monoplane I, J9479, voló por primera vez el 14 de noviembre de 1928 desde RAF Northolt, con un piloto de la RAF. Tras corregir algunos fallos, Fairey transfirió el avión a las operaciones de la RAF el 7 de diciembre, y las pruebas continuaron en preparación para el intento de récord, incluyendo una prueba de 24 horas los días 22 y 23 de marzo de 1929. Se decidió intentar un vuelo a Bangalore, en la India, una distancia de círculo máximo de unos 8000 km, cómodamente por encima del récord actual de 7187 km establecido por un Savoia-Marchetti S.64 en julio de 1928. El líder de escuadrón A.G. Jones-Williams y el teniente de vuelo N.H. Jenkins partieron desde RAF Cranwell, Lincolnshire, el 24 de abril de 1929. Retardados por los vientos en contra, se desviaron de su destino para aterrizar en Karachi después de 50:48 horas de vuelo. Aunque el vuelo fue el primer vuelo sin escalas entre Gran Bretaña e India, la distancia de círculo máximo de 6650 km estuvo a punto de alcanzar el récord. Se decidió intentar otro récord más tarde ese año, aunque el récord se había elevado a 7905 km por el Breguet 19 Point d'Interrogation francés. Esta vez, el vuelo estaba previsto desde Inglaterra a Sudáfrica. Este segundo intento, con la misma tripulación, despegó el 16 de diciembre de 1929, pero se estrelló al sur de Túnez a las 18:45, destruyendo la aeronave y muriendo la tripulación. El registro de navegación recuperado del lugar del accidente indicaba a las 18:00 una altitud de 1500 m (5000 pies), sin embargo, los barógrafos del avión habían registrado una altitud de menos de 910 m (300 pies) en ese momento. El punto de impacto estaba a 700 m (2300 pies) sobre el nivel del mar. O bien la presión barométrica había bajado significativamente entre Túnez y Cranwell, lo que les hizo creer que su altitud era mayor de la que realmente era, o bien el altímetro había fallado.
A pesar del revés, el Ministerio del Aire encargó un segundo ejemplar (K1991) en julio de 1930; este realizó su primer vuelo el 30 de junio de 1931. Aunque similar al primer avión, tenía una serie de diferencias, incluyendo un empenaje y timón agrandados y rediseñados, mayor redundancia en la instrumentación de vuelo y navegación, un piloto automático (accionado neumáticamente, desde un compresor movido por corriente de aire), y un tren de aterrizaje de menor resistencia, que incluía carenados de rueda.
Del 27 al 28 de octubre de 1931, el líder de escuadrón O.R. Gayford (oficial a cargo de la Unidad de Desarrollo de Largo Alcance de la RAF), con el teniente de vuelo D. Betts como navegante, voló el K1991 desde RAF Cranwell hasta Abu Seir, Egipto. El vuelo de 4115 km se completó en 31 horas y media.
Del 6 al 8 de febrero de 1933, Gayford y su navegante, el teniente de vuelo G.E. Nicholetts (el teniente Betts había fallecido en 1932 tras complicaciones derivadas de un procedimiento médico), volaron sin escalas en el segundo avión desde Cranwell hasta Walvis Bay, en el Sudoeste de África. Este vuelo marcó un récord mundial de larga distancia de 8710 km (el piloto automático se rindió a mitad de camino, con el resto del vuelo bajo control manual completo). Luego continuaron hacia Ciudad del Cabo. A su regreso a RAE Farnborough fueron recibidos por el Ministro del Aire (Lord Londonderry), el Subsecretario del Aire (Sir Philip Sassoon ) y Sir John Salmond, Mariscal de la Real Fuerza Aérea.
El récord de distancia se mantuvo durante tres meses, hasta que el 7 de agosto de 1933 lo recuperaron los franceses con un Blériot 110. Gayford y la Unidad de Desarrollo de Largo Alcance realizaron posteriormente vuelos de larga distancia con el Vickers Wellesley.
Tras el regreso del K1991 al Reino Unido, se presentaron varias sugerencias para reequipar el avión y el Ministerio del Aire emitió la Especificación 27/33 para su reequipamiento con un motor diésel Junkers Jumo. Se iniciaron las obras de modernización, pero se optó por diseñar un nuevo avión y el Monoplane II fue desguazado tras unos meses de almacenamiento.

## Operadores
Reino Unido
- Real Fuerza Aérea

## Especificaciones (Long-range Monoplane II)
Referencia datos: Fairey Aircraft since 1915

### Características generales
- Tripulación: Dos
- Longitud: 14,8 m (48,5 ft)
- Envergadura: 25 m (82 ft)
- Altura: 3,7 m (12 ft)
- Superficie alar: 79 m² (850,4 ft²)
- Peso máximo al despegue: 7938 kg (17 495,4 lb)
- Planta motriz: 1× motor lineal de 12 cilindros en W refrigerado por líquido Napier Lion XIa.
  - Potencia: 430 kW (593 HP; 585 CV)
- Hélices: Bipala de paso fijo

### Rendimiento
- Velocidad crucero (Vc): 180 km/h (112 MPH; 97 kt) [15]
- Carga alar: 101 kg/m² (20,7 lb/ft²)
- Potencia/peso: 0,054 kW/kg (0,033 hp/lb)
- Carrera de despegue: 1372 m

## Aeronaves relacionadas

### Aeronaves similares
- Bernard 80 GR
- Emsco B-8 Flying Wing
- Blériot 110
- Dewoitine D.33
- Gasuden Koken
- Bristol Type 138
- Túpolev ANT-25